# Armand Guerra

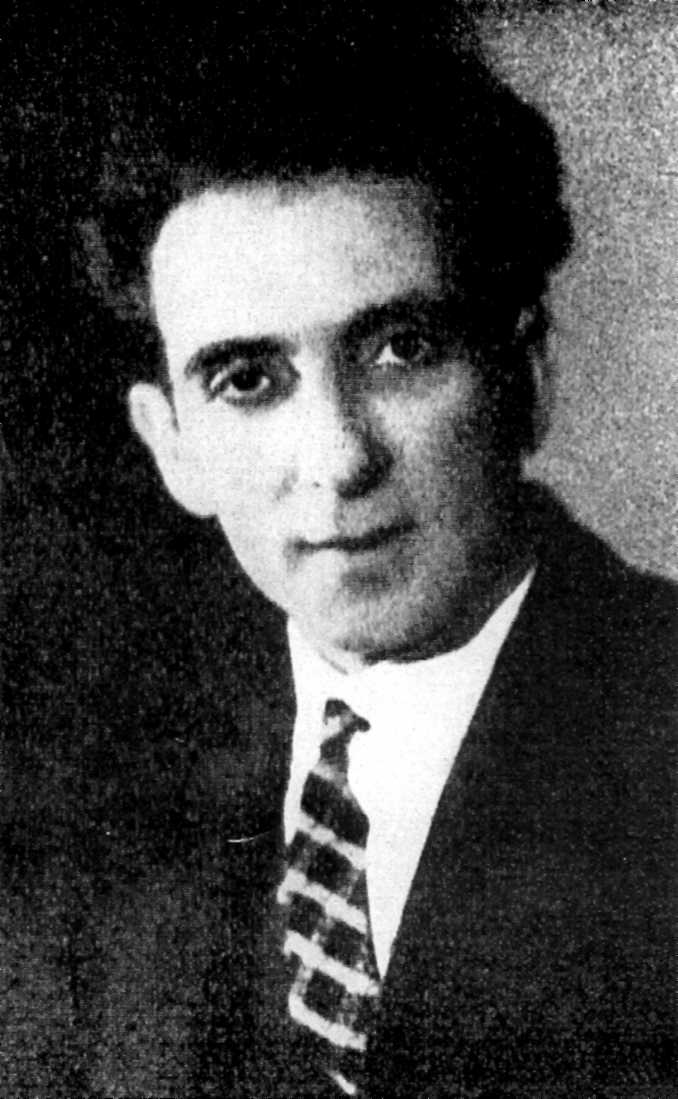
Armand Guerra

Armand Guerra, geborener José Maria Estivalis Calvo, Pseudonym José Silavitse (* 4. Januar 1886 in Llíria, Valencia, Spanien; † 10. März 1939 in Paris, Frankreich) war ein spanischer Schauspieler, Regisseur, Drehbuchautor sowie Schriftsteller und Anarchist.

## Leben
Guerra, Sohn eines Bauern, erlernte den Beruf des Typografen.
1907 beteiligte er sich an Streiks und wurde verhaftet. Danach ging er nach Kuba und wieder zurück nach Europa und ließ sich in Paris nieder. Dort kam er in Kontakt mit anarchistischen Gruppen.
Er wurde Journalist und ging dann über die Schweiz und Italien nach Ägypten und wieder zurück nach Frankreich.
Im Jahr 1912 drehte er seinen ersten Kurzfilm.
Ab 1923 arbeitet Guerra in den Ufa-Filmstudios in Babelsberg. 1933, nach dem Machtantritt Hitlers kehrt er in seine Heimat zurück.
Er starb 1939 an einem Aneurysma.

## Werke
- A través de la metralla. Escenas vividas en los frentes y en la retaguardia, 1937. Segunda edición, Madrid: La Malatesta Editorial, 2005.

## Filmografie
- 1925: Ein Sommernachtstraum
- 1928: Die geschenkte Loge
- 1930: El amor solfeando